# International German Open 2009 - Qualificazioni singolare
Le qualificazioni del singolare  dell'International German Open 2009 sono state un torneo di tennis preliminare per accedere alla fase finale della manifestazione. I vincitori dell'ultimo turno sono entrati di diritto nel tabellone principale. In caso di ritiro di uno o più giocatori aventi diritto a questi sono subentrati i lucky loser, ossia i giocatori che hanno perso nell'ultimo turno ma che avevano una classifica più alta rispetto agli altri partecipanti che avevano comunque perso nel turno finale.
Le qualificazioni del torneoInternational German Open  2009 prevedevano 22 partecipanti di cui 6 sono entrati nel tabellone principale.

## Teste di serie
1. Potito Starace (Qualificato)
2. Victor Crivoi (Qualificato)
3. Daniel Gimeno Traver (ultimo turno)
4. Evgenij Korolëv (Qualificato)
5. Marcel Granollers (Qualificato)
6. Diego Junqueira (ultimo turno)

1. Pablo Cuevas (Qualificato)
2. Jaan-Frederik Brunken (primo turno)
3. Dominik Meffert (primo turno)
4. Pere Riba (Qualificato)
5. Guillermo Cañas (ultimo turno)
6. Stefan Koubek (ultimo turno)

## Qualificati
1. Potito Starace
2. Victor Crivoi
3. Pablo Cuevas

1. Evgenij Korolëv
2. Marcel Granollers
3. Pere Riba

## Tabellone

### Legenda
| - Q = Qualificato - WC = Wild card - LL = Lucky loser | - ALT = Alternate - SE = Special Exempt - PR = Protected Ranking | - w/o = Walkover - r = Ritirato - d = Squalificato |

### Sezione 1
|  | Primo turno | Primo turno           | Primo turno           | Primo turno | Primo turno |  |  | Ultimo turno | Ultimo turno    | Ultimo turno    | Ultimo turno | Ultimo turno |  |
|  |             |                       |                       |             |             |  |  |              |                 |                 |              |              |  |
|  |             |                       |                       |             |             |  |  |              |                 |                 |              |              |  |
|  |             |                       |                       |             |             |  |  | 1            | Potito Starace  | Potito Starace  | 6            | 6            |  |
|  | 11          | Guillermo Cañas       | Guillermo Cañas       | 6           | 6           |  |  | 11           | Guillermo Cañas | Guillermo Cañas | 4            | 2            |  |
|  |             | Teodor-Dacian Craciun | Teodor-Dacian Craciun | 3           | 3           |  |  |              |                 |                 |              |              |  |

### Sezione 2
|  | Primo turno | Primo turno     | Primo turno | Primo turno | Primo turno |  |  | Ultimo turno | Ultimo turno    | Ultimo turno    | Ultimo turno | Ultimo turno |  |
|  |             |                 |             |             |             |  |  |              |                 |                 |              |              |  |
|  |             |                 |             |             |             |  |  |              |                 |                 |              |              |  |
|  |             |                 |             |             |             |  |  | 2            | Victor Crivoi   | Victor Crivoi   | 6            | 7            |  |
|  |             | Dominik Meffert | 4           | 6           | 6           |  |  |              | Dominik Meffert | Dominik Meffert | 0            | 5            |  |
|  | 9           | Pablo Andújar   | 6           | 3           | 2           |  |  |              |                 |                 |              |              |  |

### Sezione 3
|  | Primo turno | Primo turno          | Primo turno        | Primo turno | Primo turno |  |  | Ultimo turno | Ultimo turno         | Ultimo turno         | Ultimo turno | Ultimo turno |  |
|  |             |                      |                    |             |             |  |  |              |                      |                      |              |              |  |
|  | 3           | Daniel Gimeno Traver | 7                  | 2           | 6           |  |  |              |                      |                      |              |              |  |
|  |             | Andrea Arnaboldi     | 65                 | 6           | 4           |  |  | 3            | Daniel Gimeno Traver | Daniel Gimeno Traver | 2            | 63           |  |
|  | 7           | Pablo Cuevas         | Pablo Cuevas       | 6           | 6           |  |  | 7            | Pablo Cuevas         | Pablo Cuevas         | 6            | 7            |  |
|  |             | Carlos Poch-Gradin   | Carlos Poch-Gradin | 4           | 2           |  |  |              |                      |                      |              |              |  |

### Sezione 4
|  | Primo turno | Primo turno     | Primo turno     | Primo turno | Primo turno |  |  | Ultimo turno | Ultimo turno    | Ultimo turno    | Ultimo turno | Ultimo turno |  |
|  |             |                 |                 |             |             |  |  |              |                 |                 |              |              |  |
|  | 4           | Evgenij Korolëv | Evgenij Korolëv | 6           | 7           |  |  |              |                 |                 |              |              |  |
|  |             | Julian Reister  | Julian Reister  | 3           | 6           |  |  | 4            | Evgenij Korolëv | Evgenij Korolëv | 6            | 6            |  |
|  | 12          | Stefan Koubek   | 6               | 65          | 6           |  |  | 12           | Stefan Koubek   | Stefan Koubek   | 2            | 2            |  |
|  |             | Philipp Hammer  | 3               | 7           | 1           |  |  |              |                 |                 |              |              |  |

### Sezione 5
|  | Primo turno | Primo turno           | Primo turno           | Primo turno | Primo turno |  |  | Ultimo turno | Ultimo turno          | Ultimo turno          | Ultimo turno | Ultimo turno |  |
|  |             |                       |                       |             |             |  |  |              |                       |                       |              |              |  |
|  | 5           | Marcel Granollers     | Marcel Granollers     | 6           | 6           |  |  |              |                       |                       |              |              |  |
|  |             | Adrián García         | Adrián García         | 4           | 4           |  |  | 5            | Marcel Granollers     | Marcel Granollers     | 6            | 6            |  |
|  |             | Jaan-Frederik Brunken | Jaan-Frederik Brunken | 6           | 6           |  |  |              | Jaan-Frederik Brunken | Jaan-Frederik Brunken | 2            | 3            |  |
|  | 8           | Adrian Mannarino      | Adrian Mannarino      | 2           | 3           |  |  |              |                       |                       |              |              |  |

### Sezione 6
|  | Primo turno | Primo turno        | Primo turno | Primo turno | Primo turno |  |  | Ultimo turno | Ultimo turno    | Ultimo turno    | Ultimo turno | Ultimo turno |  |
|  |             |                    |             |             |             |  |  |              |                 |                 |              |              |  |
|  | 6           | Diego Junqueira    | 2           | 6           | 7           |  |  |              |                 |                 |              |              |  |
|  |             | Jan-Lennard Struff | 6           | 3           | 64          |  |  | 6            | Diego Junqueira | Diego Junqueira | 3            | 1            |  |
|  | 10          | Pere Riba          | Pere Riba   | 6           | 6           |  |  | 10           | Pere Riba       | Pere Riba       | 6            | 6            |  |
|  |             | Nils Langer        | Nils Langer | 3           | 4           |  |  |              |                 |                 |              |              |  |